# 白菊木
白菊木（学名：Leucomeris decora）为菊科白菊木属的植物。分布于缅甸、秦国、越南以及中国大陆的云南等地，生长于海拔1,100米至1,900米的地区，多生在山地林中，目前尚未由人工引种栽培。

## 异名
- Gochnatia decora Kurz